# 지스드라

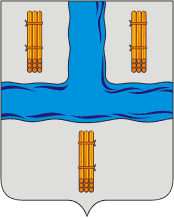
시 문장

지스드라(러시아어: Жи́здра)는 러시아 칼루가주 남부에 위치한 도시로, 인구는 5,719명(2002년 기준)이다. 칼루가(칼루가 주의 주도)에서 남서쪽으로 180km 정도 떨어진 곳에 위치한다. 1777년 시로 승격되었다.